# Apatetor inversus
Apatetor inversus är en stekelart som beskrevs av Heinrich 1938. Apatetor inversus ingår i släktet Apatetor och familjen brokparasitsteklar. Inga underarter finns listade i Catalogue of Life.